# Xatalárabe
O Xatalárabe ou Chate Alárabe (em árabe: شط العرب; romaniz.: xaTT al'arablit. "Costa dos Árabes"; em persa: اروندرود; romaniz.: Arvand Rūd), por vezes conhecida pelas grafias francesa Chatt al-Arab e inglesa Shatt al-Arab, é um rio do Oriente Médio formado pela confluência dos rios Tigre e Eufrates, que deságua no golfo Pérsico após um percurso de cerca de 200 km.
O Tigre e o Eufrates confluem na cidade iraquiana de al-Curná, na província de Baçorá. O talvegue da porção meridional do rio, até o encontro com o golfo, constitui a fronteira entre o Irão e o Iraque. Sua largura varia de 232 m (em Baçorá) até 800 m (na sua foz). Nas margens do Xatalárabe estão portos acessíveis a navios de alto-mar, como Baçorá e Fao, no Iraque e Khorramshahr e Abadã, conhecida pela gigantesca refinaria, no lado iraniano.
O Xatalárabe foi local de confrontos durante a Guerra Irã-Iraque entre 1980 e 1988.